# Rachendasseln
Die Rachendasseln oder -bremsen (Cephenemyiinae) stellen eine Unterfamilie der Dasselfliegen (Oestridae) innerhalb der Zweiflügler (Diptera) dar. Wie die anderen Vertreter der Dasselfliegen leben die Larven der Tiere parasitär und befallen vor allem Huftiere. In Mitteleuropa leben fünf Arten dieser Tiere, die sich auf verschiedene Hirsche spezialisiert haben.

## Merkmale
Die ausgewachsenen Fliegen sind mittelgroß und meist pelzig behaart. Die Flügel sind sehr gut ausgebildet, und die Tiere sind gute Flieger.

## Verhalten
Zur Partnerfindung fliegen die Männchen der Reh-Rachendassel in den Alpen zur Gipfelbalz auf Berggipfel und zeigen dort deutliches Territorialverhalten. Dieses Verhalten wurde auch bei anderen parasitischen Diptera mit geringer Individuendichte in extremen Lebensräumen beobachtet.

## Fortpflanzung

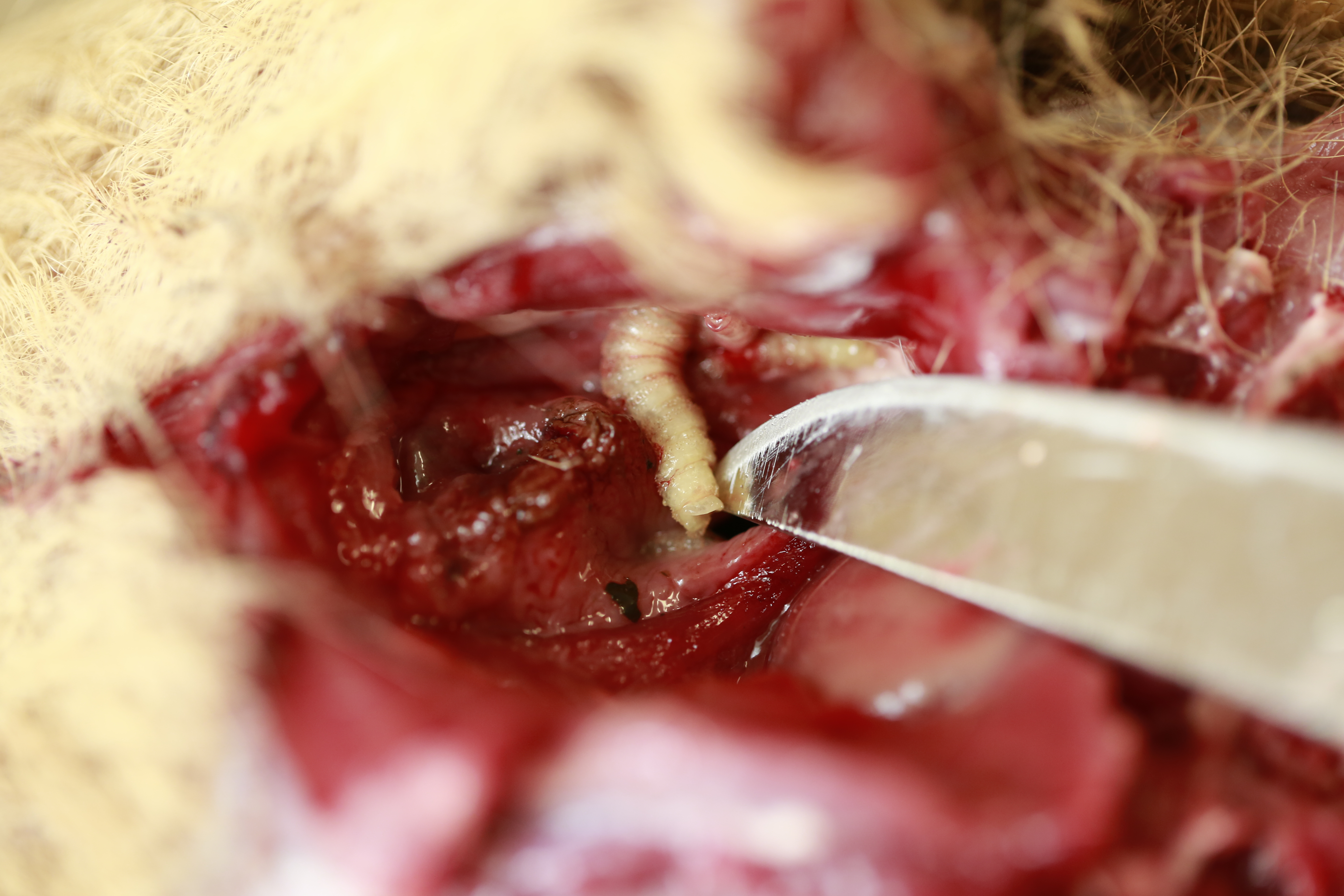
Reh-Rachendassellarven im Schlund des Wirtstieres.

Die begatteten Weibchen fliegen wie die Nasendasseln nach der abgeschlossenen Eientwicklung der Larven die Wirte derselben an. Bei diesen angekommen, fliegen sie vor die Nüstern der Tiere und schießen die Larven in die Nasenlöcher, während sie im Flug jeder Bewegung des Kopfes folgen. Obwohl der Wirt als Abwehrreaktion mehrfach niest, verbleiben mehrere Maden in der Nasenschleimhaut und wandern in den Rachenraum, wo sie nach der Winterruhe sehr schnell wachsen. Die Maden verlassen den Wirt durch die Nüstern oder (seltener) durch den After und lassen sich dann auf den Boden fallen, wo sie eine Puppe bilden und verbleiben, bis die fertige Fliege schlüpft.

## Schadwirkung
Die Wirtsspezifität der Rachendasseln ist teilweise sehr ausgeprägt, ein starker Befall führt besonders bei Rehen häufig zum Tod der Wirtstiere. Beim Rothirsch und beim Elch ist ein tödlicher Ausgang des Befalls eher selten. Besonders die Rentierdasseln können in Nordskandinavien aufgrund der häuslichen Nähe der Rentierherden auch bei Rindern und Pferden, seltener beim Menschen vorkommen.

## Sonstiges
1927 berichtete der Entomologe Charles H. T. Townsend in einer wissenschaftlichen Fachzeitschrift, er habe eine Rachendassel der Art Cephenemyia pratti mit geschätzt über 1300 km/h beobachtet (im Original 400 Yards pro Sekunde). Aufgrund dieser Fehleinschätzung galten Rachendasseln daraufhin als die schnellsten je beobachteten Lebewesen; der Irrtum wurde von der New York Times weiterverbreitet und im Guinness-Buch der Rekorde geführt. Erst 1938 widerlegte der Nobelpreisträger für Chemie Irving Langmuir, der sich zu dieser Zeit vermehrt mit anderen Naturphänomenen beschäftigte, die Mär durch einige einfache Überlegungen. So führte Langmuir ins Feld, dass ein Objekt dieser Größe und solcher Geschwindigkeit nie hätte vom Auge beobachtet werden können, allerdings ein Knall beim Durchbrechen der Schallmauer hörbar gewesen sein müsste. Zudem hätte das Insekt pro Sekunde 150 % seines Körpergewichtes an Nahrung aufnehmen müssen, um den Energieaufwand für eine solche Fluggeschwindigkeit zu decken.

## Arten (Mitteleuropa)
- Rentier-Rachendassel Cephenemyia trompe
- Reh-Rachendassel Cephenemyia stimulator
- Elch-Rachendassel Cephenemyia ulrichi
- Hirsch-Rachendassel Cephenemyia auribarbis
- Pharyngomyia picta